# University of Oxford Botanic Garden

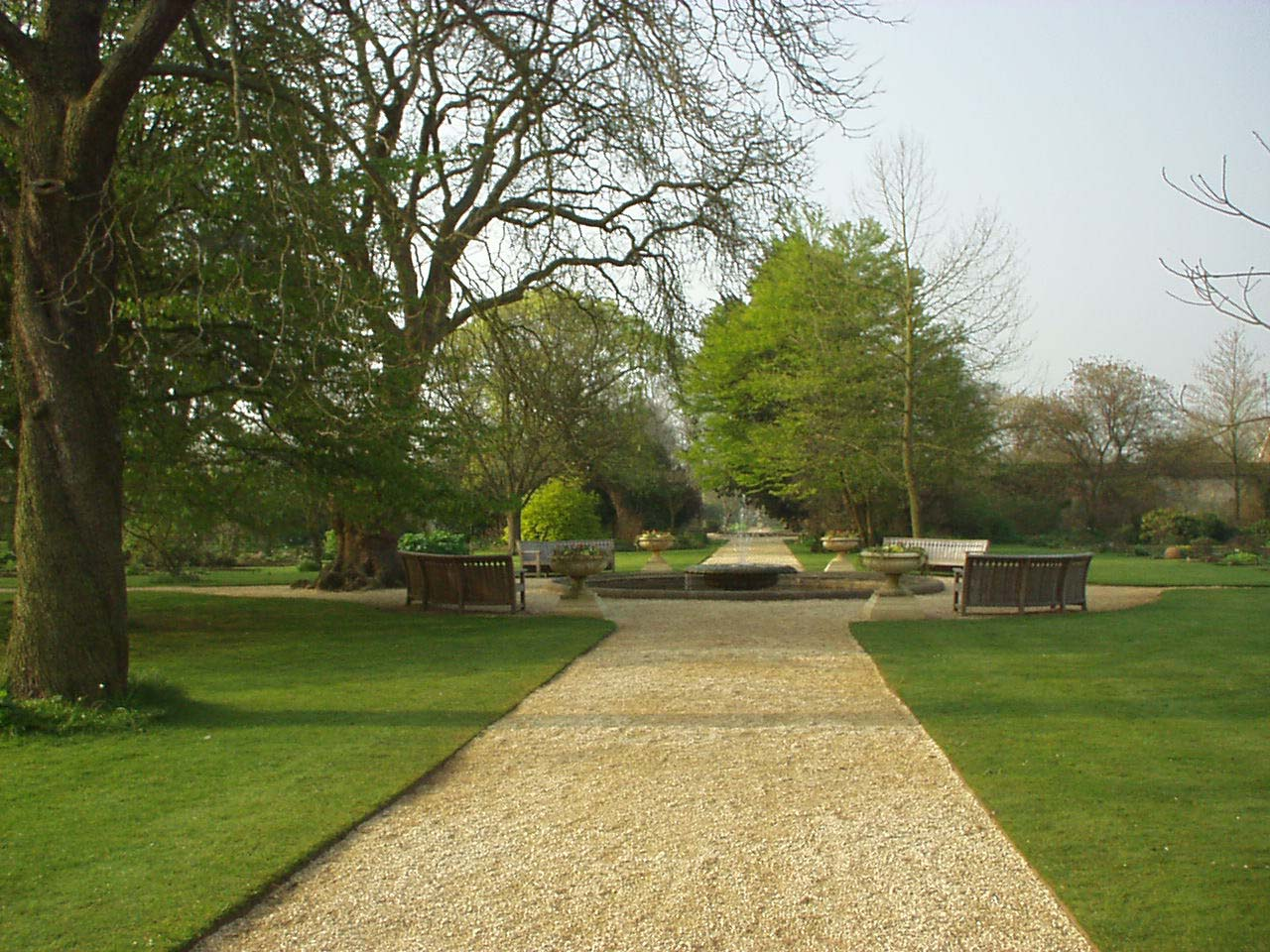
Der Botanische Garten

Der University of Oxford Botanic Garden ist der botanische Garten der Universität Oxford. Er wurde 1621 als Kräutergarten angelegt und ist der älteste botanische Garten des Vereinigten Königreichs sowie einer der ältesten wissenschaftlichen Gärten der Welt. Er umfasst heute über 8000 verschiedene Pflanzenarten, darunter Vertreter von 90 % der Familien der Gefäßpflanzen, und ist damit eine der vielfältigsten und kompaktesten Pflanzensammlungen weltweit.
Das südlich von Oxford gelegene Harcourt Arboretum gehört ebenfalls zum Botanischen Garten.

## Geschichte

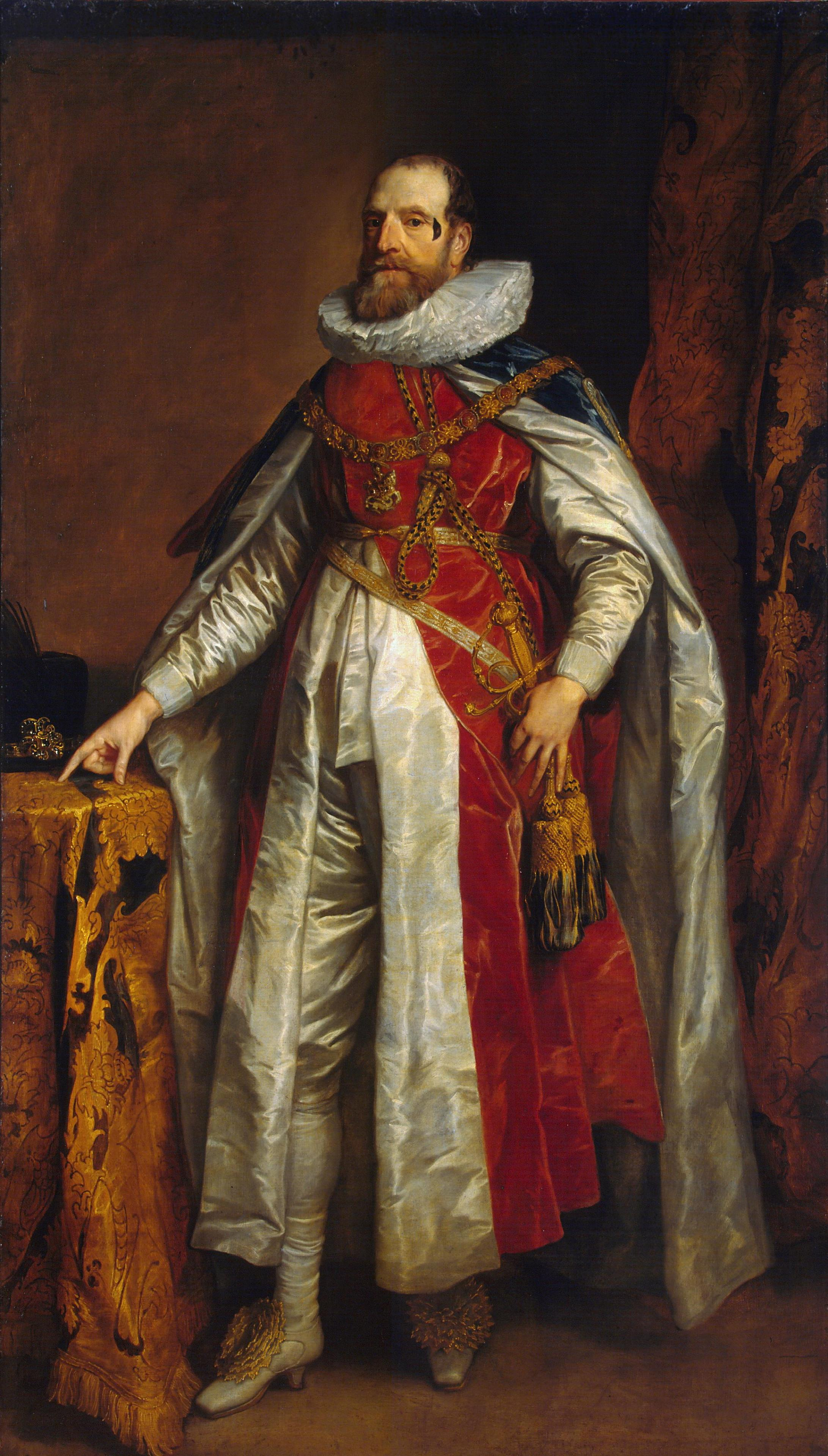
Henry Danvers, 1. Earl of Danby

Der Garten wurde von Henry Danvers, dem ersten Grafen von Danby am 25. Juli 1621 gegründet, der dafür von Magdalen College 25.200 m² am Ufer des River Cherwell gepachtet hatte. Der Physic Garden, ein medizinischer Kräutergarten, sollte „...die Wissenschaft fördern und die Natur ehren“ (engl. „to promote the furtherance of learning and to glorify nature“). Danvers stiftete 5000 £ (heute umgerechnet etwa 750.000 £), die für den Garten und größtenteils für die ihn umgebenden Mauern genutzt wurden. Ein Teil des Gartens lag auf dem mittelalterlichen Jüdischen Friedhof, der seit der Vertreibung der Juden aus England 1290 nicht mehr genutzt wurde. Etwa 40.000 Wagenladungen Erde, Gestein und Dung mussten zur Errichtung des Gartens beschafft werden. Jacob Bobart der Ältere (1599–1680) war erster Verwalter des Gartens. Zur Zeit, als Karl I. in Oxford Hof hielt, erstellte er einen Katalog aller Pflanzen im Garten. Er finanzierte sich unter anderem über den Verkauf von Gemüse aus dem Garten und betrieb die Gaststätte „Greyhound“.
In den 1830er Jahren wurde der Garten durch Charles Daubeny umbenannt als Botanischer Garten.
1946 wurden 12.140 m² von Christ Church College gepachtet, um den Garten nach Süden hin zu Christ Church Meadow zu erweitern. 1963 übernahm der Botanische Garten den Betrieb eines 3,2 ha großen Pinetums in Nuneham Courtenay, aus dem das 53 ha große Harcourt Arboretum hervorging.
2019 wurde University of Oxford Botanic Garden von rund 212.000 Personen besucht. 2024 betrug die Besucherzahl etwa 228.000 Personen.

## Aufbau

### Walled Garden

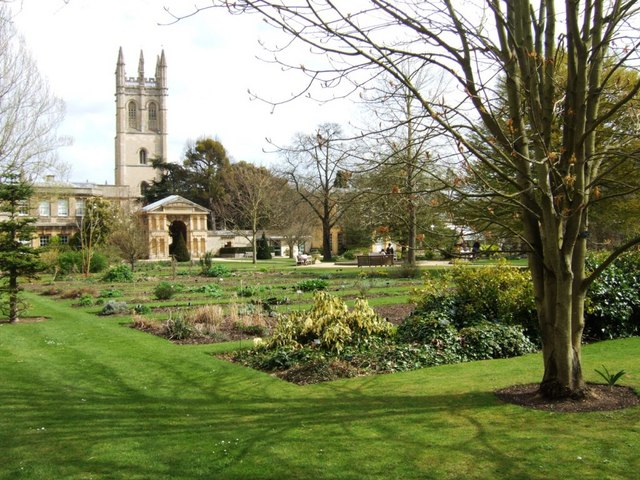
Die Walled Gardens

Der Großteil der winterharten Pflanzen sind in langen, schmalen und rechteckigen Beeten untergebracht und nach dem Klassifizierungsschema der Taxonomie sortiert. In diesem Teil des Gartens befinden sich unter anderem Akanthus-, Amaryllis-, Aronstab-, Berberitzen-, Binsen-, Bleiwurz-, Blumennessel-, Brennnessel-, Commelina-, Dickblatt-, Eisenkraut-, Enzian-, Fuchsschwanz-, Glockenblumen-, Hahnenfuß-, Hundsgift-, Johanniskraut-, Kermesbeeren-, Knöterich-, Lein-, Lilien-, Malven-, Mohn-, Nachtkerzen-, Nachtschatten-, Nelken-, Osterluzei-, Primel-, Raublatt-, Rauten-, Rosen-, Röte-, Sauergras-, Schwertlilien-, Sperrkraut-, Steinbrech-, Storchschnabel-, Veilchen-, Wegerich-, Weiderich-, Winden-, Wolfsmilch-, Yamswurzel- und Zistrosengewächse, Dolden-, Korb-, Kreuz- und Lippenblütler, Hülsenfrüchtler, Pfingstrosen und Süßgräser.
Hier wird unter anderem auch die vom Aussterben bedrohte Euphorbia stygiana, von der nur noch wenige wilde Pflanzen existieren, gezüchtet.
Im südwestlichen Teil befindet sich eine Sammlung medizinischer Pflanzen, die in acht Beete für Kardiologie, Onkologie, Infektionskrankheiten, Gastroenterologie, Dermatologie, Hämatologie, Neurologie und Pulmonologie aufgeteilt ist.
Im Nordwesten des Gartens wachsen die Holunder-Schwertlilie sowie einige Schwertlilien-Arten, die nirgendwo sonst wachsen.

### Gewächshäuser

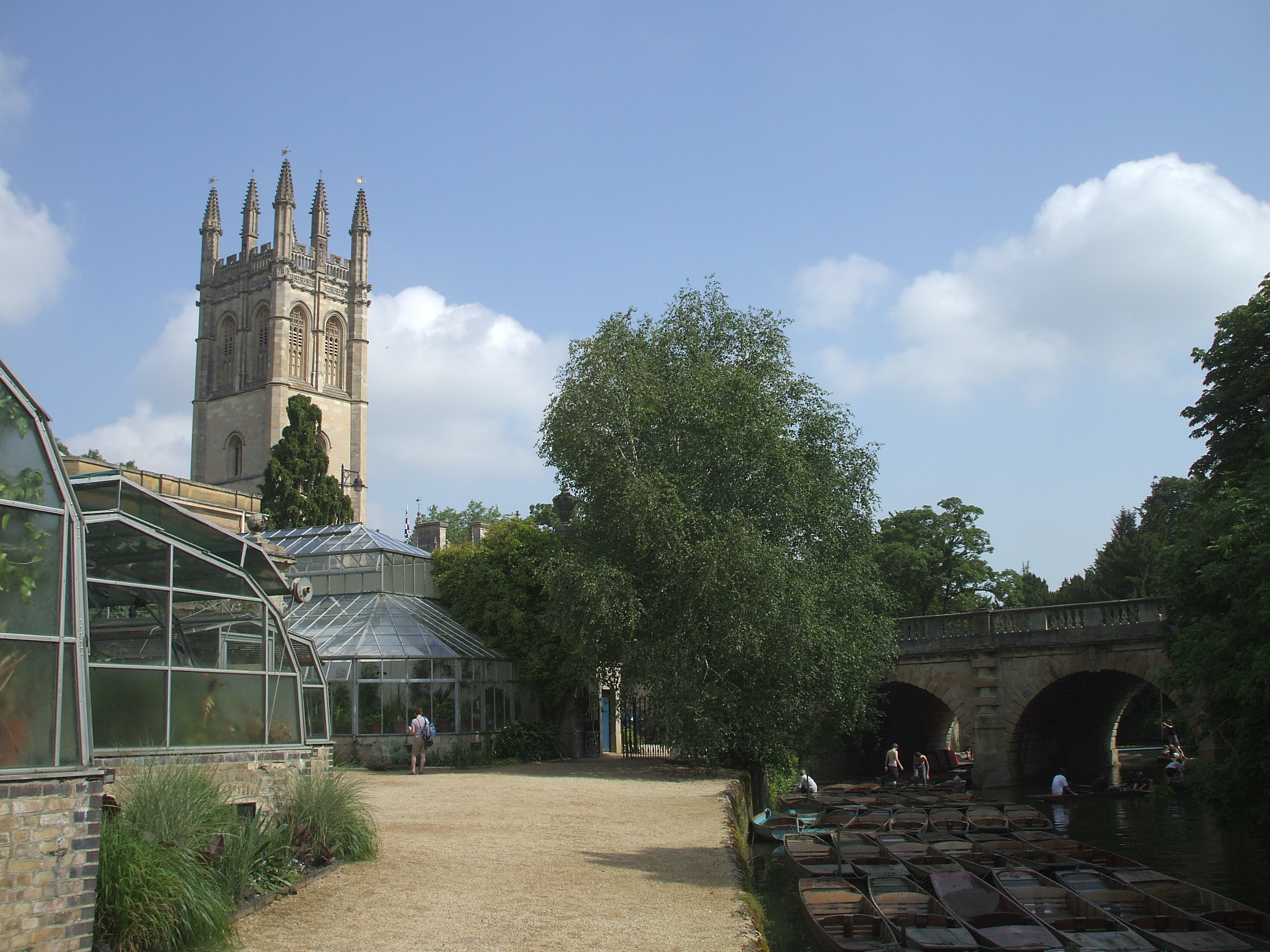
Gewächshäuser entlang des River Cherwell

Es bestehen sieben Gewächshäuser, die jeweils verschiedene Saisons, Regionen oder Gattungen thematisieren und über 1200 Pflanzenarten umfassen.
Das Conservatory ist eine Nachbildung des 1893 erbauten hölzernen Gewächshauses. Dort wachsen saisonale Pflanzen wie Primeln, Abutilon-Arten, Fuchsien oder Schiefteller. Darüber hinaus finden hier zahlreiche Ausstellungen statt.
Im Alpenhaus wachsen Pflanzen, die außerhalb des Gewächshauses keine optimalen Bedingungen vorfinden. Die Pflanzen wechseln je nach Saison.
Im Farnhaus wachsen verschiedene Farne aus aller Welt, unter anderem Geweihfarne, Kletterfarne und der Prächtige Dünnfarn.
Das Tropische Lilienhaus ist das älteste Gewächshaus des Gartens, das Wasserbecken besteht seit 1851 und wurde vom Naturforscher und damaligen Professor der Universität Charles Daubeny angelegt. Dort wachsen unter anderem verschiedene Seerosengewächse und Dschungelglocken sowie wirtschaftliche Pflanzen wie Bananen, Zuckerrohr, Reis und der Echte Papyrus.
Ein weiteres Gewächshaus beherbergt eine große Sammlung fleischfressender Pflanzen. Dazu gehören passive Pflanzen wie die Fettkräuter ebenso wie bewegliche Pflanzen wie die Venusfliegenfalle.
Das größte Gewächshaus des Botanischen Gartens ist das Palmenhaus. Hier wachsen neben Palmengewächsen auch Zitruspflanzen, Pfeffersträucher, Süßkartoffeln, Papaya, Olivenbäume, Ingwer, Kokospalmen, Kakaobäume und Ölpalmen.
Im Trockenhaus (arid house) wachsen Pflanzen aus trockenen oder dürren Teilen der Erde, unter anderem zahlreiche Kakteengewächse und Sukkulente.

### Lower Garden
Im übrigen Teil des Botanischen Gartens, dem Lower Garden, befinden sich Zier- und Mottogärten wie etwa der Steingarten, der Sumpfgarten, Blumenrabatte, das Herbstbeet, ein Wassergarten und das Mertonbeet (Merton border).

## Harcourt Arboretum

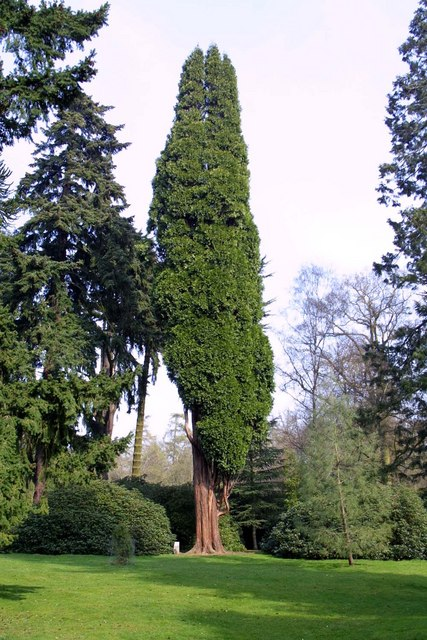
Harcourt Arboretum

Das Harcourt Arboretum liegt etwa 10 km südlich von Oxford nahe dem Dorf Nuneham Courtenay und beherbergt den größten Teil des wissenschaftlichen Baumbestandes des Botanischen Gartens. Der Bestand an Nadelbäumen wurde vom Landschaftsarchitekten William Sawrey Gilpin angelegt und bildet heute zusammen mit Riesenmammutbäumen und Chilenischen Araukarien das Herzstück des Arboretums.
Die etwa 150 Acre (0,61 km²) große Anlage beinhaltet 40.000 m² englischen Wald und 150.000 m² Blumenwiese. Im Spätfrühjahr stehen die Azaleen und Rhododendren in voller Blüte. Auch Atlantische Hasenglöckchen wachsen hier in großer Zahl.

## Literarische Bedeutung
In den 1860er Jahren besuchten der Professor des Christ Church College, Lewis Carroll, und Alice Liddell mit ihren Schwestern regelmäßig den Botanischen Garten. Die Geschichten, die ihnen auf Bootsfahrten erzählt wurden, bildeten später die Grundlage für das Kinderbuch Alice im Wunderland. Das Lilienhaus ist im Hintergrund von John Tenniels Illustration „The Queen’s Croquet-Ground“ erkennbar.
Auch J. R. R. Tolkien, Autor des Romans Der Herr der Ringe, verbrachte viel Zeit in den Gärten. Gerüchten zufolge war eine Schwarzkiefer Vorbild für die Ents. Der Baum, der als Tolkien’s tree häufig das Ziel von Touristen war, musste 2014 gefällt werden.
Im 1945 erschienenen Roman Wiedersehen mit Brideshead von Evelyn Waugh wird der Botanische Garten in einem Zitat erwähnt: „Oh, Charles, what a lot you have to learn! There's a beautiful arch there and more different kinds of ivy then I knew existed. I don't know where I should be without the Botanical gardens.“
In der Romanreihe His Dark Materials von Philip Pullman wird eine Bank thematisiert, die in beiden Parallelwelten der Protagonisten Lyra Belacqua und Will Parry steht. Im letzten Kapitel der Trilogie versprechen die beiden sich, zum Mittsommerfest eines jeden Jahres für eine Stunde auf der Bank zu sitzen, um die Gegenwart des anderen trotz ihrer unterschiedlichen Welten zu spüren.

## Jubiläen
Anlässlich des 350. Geburtstages pflanzte der damalige Premierminister Harold Macmillan 1971 einen Baum, am 25. Juli 2021 pflanzte der Kanzler der Universität, Chris Patten einen Taschentuchbaum.

## Leiter (Horti Praefectus)
- 1642 Jakob Bobart der Ältere (1599–1680)
- 1680 Jacob Bobart der Jüngere (1640–1719)[10].
- 1988–2014 Timothy Walker
- 2015 Simon Hiscock